# Samea
Samea é um gênero de mariposa pertencente à família Crambidae.